# 1745 w polityce

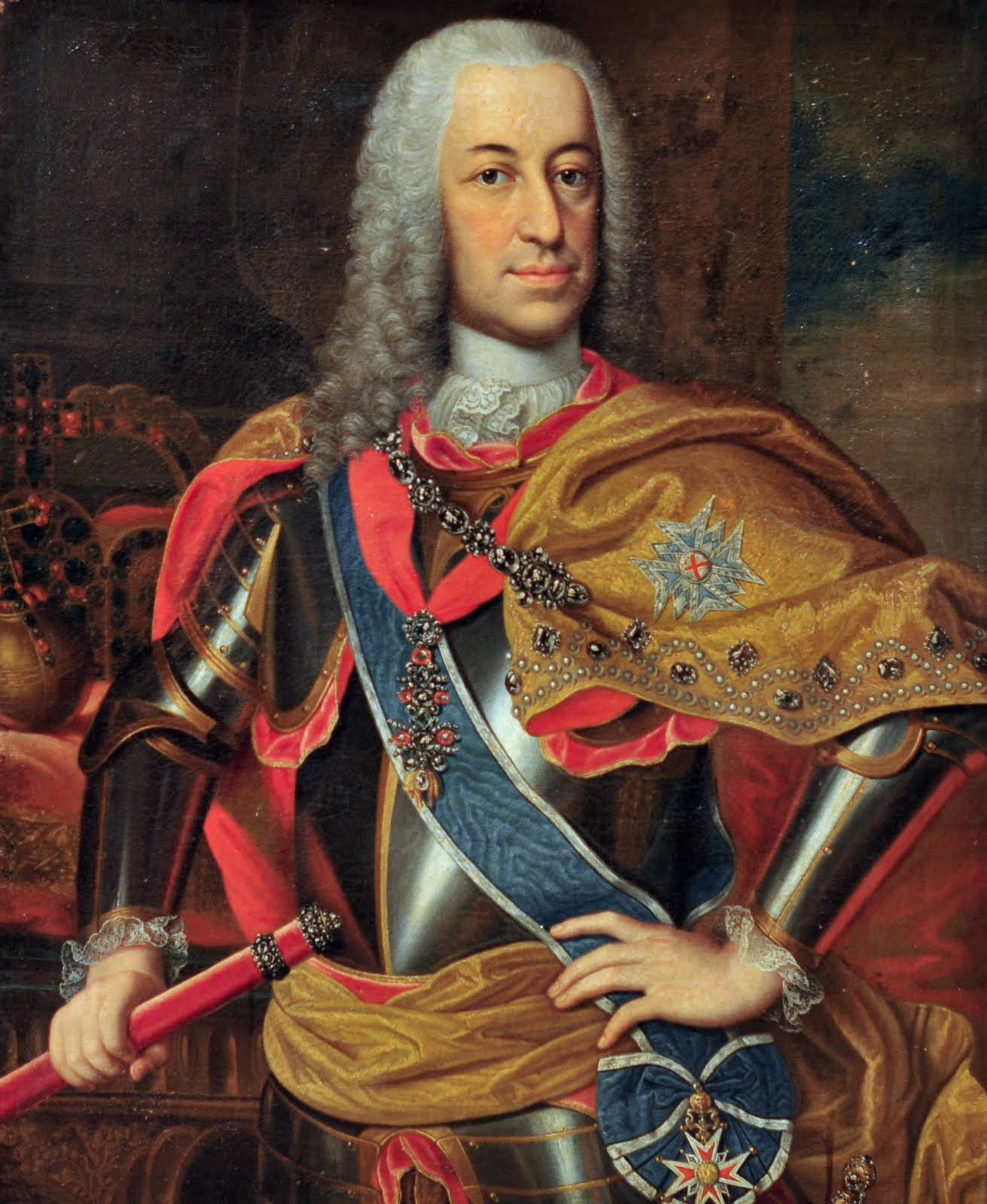
Karol VII Bawarski

Wydarzenia polityczne w 1745 roku.

## Urodzili się
- 1 lutego Karol Józef Habsburg, arcyksiążę Austrii[1].

## Zmarli
- 20 stycznia Karol VII Bawarski, cesarz rzymski[2].
- 25 kwietnia Frederik Rostgaard, duński polityk[3].